# JASC Software
JASC Software, także Jasc Software – amerykańska firma software’owa, znana najlepiej jako producent programu malarskiego Paint Shop Pro.
Firmę założył w 1991 r. Robert Voit (zawodowo pilot linii lotniczych, stąd akronim nazwy, Jets And Software Company) i w lecie tego samego roku na rynku pojawiła się pierwsza wersja Paint Shop Pro dla Windows, dostępna początkowo w sieci BBS. Paleta produktów została w ciągu następnych lat poszerzona o dalsze narzędzia, jak Animation Shop (program do animacji GIF), WebDraw (pierwotnie Jasc Trajectory, program do grafiki wektorowej SVG opartej na XML), Paint Shop Photo Album (album fotograficzny) i szereg dodatków.
W szczytowym momencie rozwoju, w 2004 r., firma zatrudniała w USA stu kilkudziesięciu pracowników. 14 października 2004 r. JASC Software została przejęta przez Corela, a jej paleta produktów wzbogaciła ofertę tej ostatniej firmy.